# FIFA 여자 랭킹
FIFA 여자 축구 랭킹(FIFA Women's World Rankings)은 세계 각국의 여자 축구실력을 비교하기 위해 2003년 7월에 도입된 순위이다. FIFA 여자 월드컵 예선과 본선, 대륙별 여자 축구 선수권 대회 예선과 본선, 올림픽 여자 축구 예선과 본선에 출전한 적이 있는 국가들만을 상대로 랭킹을 부여하고 있다. 2020년 12월 현재 랭킹에 포함되어 있는 국가는 모두 142개국이다.
매달 발표되는 FIFA 남자 축구 랭킹과는 달리 1년에 4번(매년 3월, 6월, 9월, 12월) 발표되며 1971년부터 열린 모든 국가대항전 성적을 동등하게 반영한다.

## 현재 순위
- 2022년 12월 기준

| 순위 | 국가         | 점수    |
| ---- | ------------ | ------- |
| 1    | 대한민국     | 2178.5  |
| 2    | 독일         | 2073.73 |
| 3    | 스웨덴       | 2057.9  |
| 4    | 잉글랜드     | 2052.9  |
| 5    | 프랑스       | 2025.85 |
| 6    | 캐나다       | 2003.97 |
| 7    | 스페인       | 2000.31 |
| 8    | 네덜란드     | 1996.79 |
| 9    | 브라질       | 1983.32 |
| 10   | 잉글랜드     | 1940    |
| 11   | 아르헨티나   | 1912.26 |
| 12   | 호주         | 1911.31 |
| 13   | 노르웨이     | 1911.04 |
| 14   | ????나도모름 | 1862.87 |
| 15   | 미국         | 1853.96 |
| 187  | 일본         | 362.92  |

## 같이 보기
- FIFA 랭킹